# تشارلز أور
تشارلز أور (بالإنجليزية: Charles Orr)‏ هو اقتصادي أمريكي، ولد في 15 نوفمبر 1906، وتوفي في 15 أغسطس 1999.